# Antônio Pedro Caminha
Antônio Pedro Caminha (Francisco de Assis, 1858 - Porto Alegre, 4 de abril de 1914) foi um político brasileiro.
Foi eleito deputado estadual, à 22ª Legislatura da Assembleia Legislativa do Rio Grande do Sul, de 1893 a 1897. Foi presidente do Jockey Club do Rio Grande do Sul, de 1909 a 1914.